# Cornwall Glacier (glaciär i Antarktis, lat -80,75, long -26,28)
Cornwall Glacier är en glaciär i Antarktis. Den ligger i Östantarktis. Argentina och Storbritannien gör anspråk på området. Cornwall Glacier ligger 1 217 meter över havet.
Terrängen runt Cornwall Glacier är varierad, och sluttar söderut. Trakten är obefolkad. Det finns inga samhällen i närheten.